# Trauma Center: Under the Knife
Trauma Center: Under the Knife (超執刀 カドゥケウス, Chōshittō Caduceus) est un jeu vidéo développé par Atlus sorti sur Nintendo DS le 16 juin 2005 au Japon, le 5 octobre 2005 aux États-Unis et le 28 avril 2006 en Europe. Il s'agit d'une simulation de chirurgie utilisant les capacités tactiles de la console, dans laquelle le joueur doit effectuer des opérations sur des patients.

## Contexte
L'action du jeu se situe en 2018. La majorité des maladies telles que le SIDA et le cancer ont été éradiquées. Cependant, une mystérieuse maladie connue sous le nom de TAC (« toxine anti-immunocellulaire ») menace l'humanité. En tant que chirurgien à l'hôpital Hope, le joueur est rapidement contacté par l'organisation Caduceus pour contribuer à l'éradication de cette nouvelle menace. Les opérations sont quelquefois assez extravagantes (désamorçage de bombe, etc.) et se déroulent jusqu'en Afrique du Sud.

## Système de jeu
Le joueur incarne Derek Stiles (Kousuke Tsukimori dans la version japonaise), un chirurgien débutant qui doit soigner ses patients, grâce à un panel d'actions : ouvrir au scalpel, passer du désinfectant, recoudre, extraire des tumeurs, etc. Chaque patient constitue un niveau différent. Le joueur doit effectuer les tâches dans un certain ordre et sans rater plus d'un nombre limité d'actions, tout en surveillant l'état du patient (battements cardiaques, développement d'infections) sous peine de le voir mourir et de devoir recommencer.
Chaque fin de niveau est ponctuée de scènes de dialogues où interviennent différents membres de l'hôpital, représentés dans un style manga.

## Traductions
Le jeu est sorti au Japon et aux États-Unis et en Europe, mais est dépourvu de sortie officielle en Amérique du Sud, etc. Pour pallier ce manque, des fans brésiliens ont traduit le jeu et ont sorti leur version non-officielle le 17 novembre 2020 ; le jeu est entièrement traduit et doublé.

## Postérité

### Critiques, nominations et récompenses
Lors de leurs récompenses de jeu en 2005, GameSpot a nommé Trauma Center dans la catégorie « Jeu le plus innovant ».  Dans les années qui ont suivi sa sortie, Trauma Center devient un succès notable pour Atlus, faisant irruption dans les jeux grand public alors qu'ils étaient auparavant limités à un succès de niche. Dans un article de Jess Ragan pour 1UP.com, Trauma Center: Under the Knife a été décrit comme ayant « aidé à sortir la Nintendo DS d'une disette vidéoludique débilitante et a démontré le potentiel du système à la fois aux joueurs inconditionnels et aux étrangers sceptiques ».  Le site web VentureBeat répertorié Under the Knife comme l'un des jeux les plus mémorables de 2005 en raison de sa rupture avec les tendances du jeu et de la création d'une expérience axée sur le sauvetage de vies.